# Grote rivierarend
De grote rivierarend (Icthyophaga ichthyaetus synoniem: Haliaeetus ichthyaetus) is een vogel uit de familie havikachtigen (Accipitridae). De vogel werd in 1821 door de Amerikaanse natuuronderzoeker Thomas Horsfield geldig beschreven. Het is een voornamelijk vis etende soort arend die voorkomt langs rivieren in tropisch Azië.

## Kenmerken
De grote rivierarend is 70 cm lang en heeft een grijze kop en borst die geleidelijk over gaat in een witte buik. De grote rivierarend is gemiddeld 10 cm groter dan de kleine rivierarend. De grote rivierarend heeft een witte staart met een zwarte eindrand terwijl de kleine rivierarend een donkere staart heeft met ook een zwarte rand.

## Verspreiding en leefgebied
De grote rivierarend komt voor in een groot gebied van India en het Himalayagebied en via Myanmar tot het schiereiland Malakka, Sumatra, Borneo, West-Java, Sulawesi en de Filipijnen. Het leefgebied bestaat uit tropisch laaglandbos langs traag stromende rivieren, lagunes, (aangelegde) meren, in sommige streken tot 1500 m boven de zeespiegel. Plaatselijk is het nog een vrij algemeen voorkomende rivierarend. Op Borneo is de grote rivierarend algemener dan de kleine rivierarend.
Het leefgebied van de grote rivierarend wordt bedreigd door ontginning van draslanden, overbevissing, vervolging en verstoring. De grootte van de populatie wordt geschat op 10-100 duizend volwassen individuen en dit aantal gaat achteruit. Om deze redenen staat de grote rivierarend als gevoelig op de Rode Lijst van de IUCN.

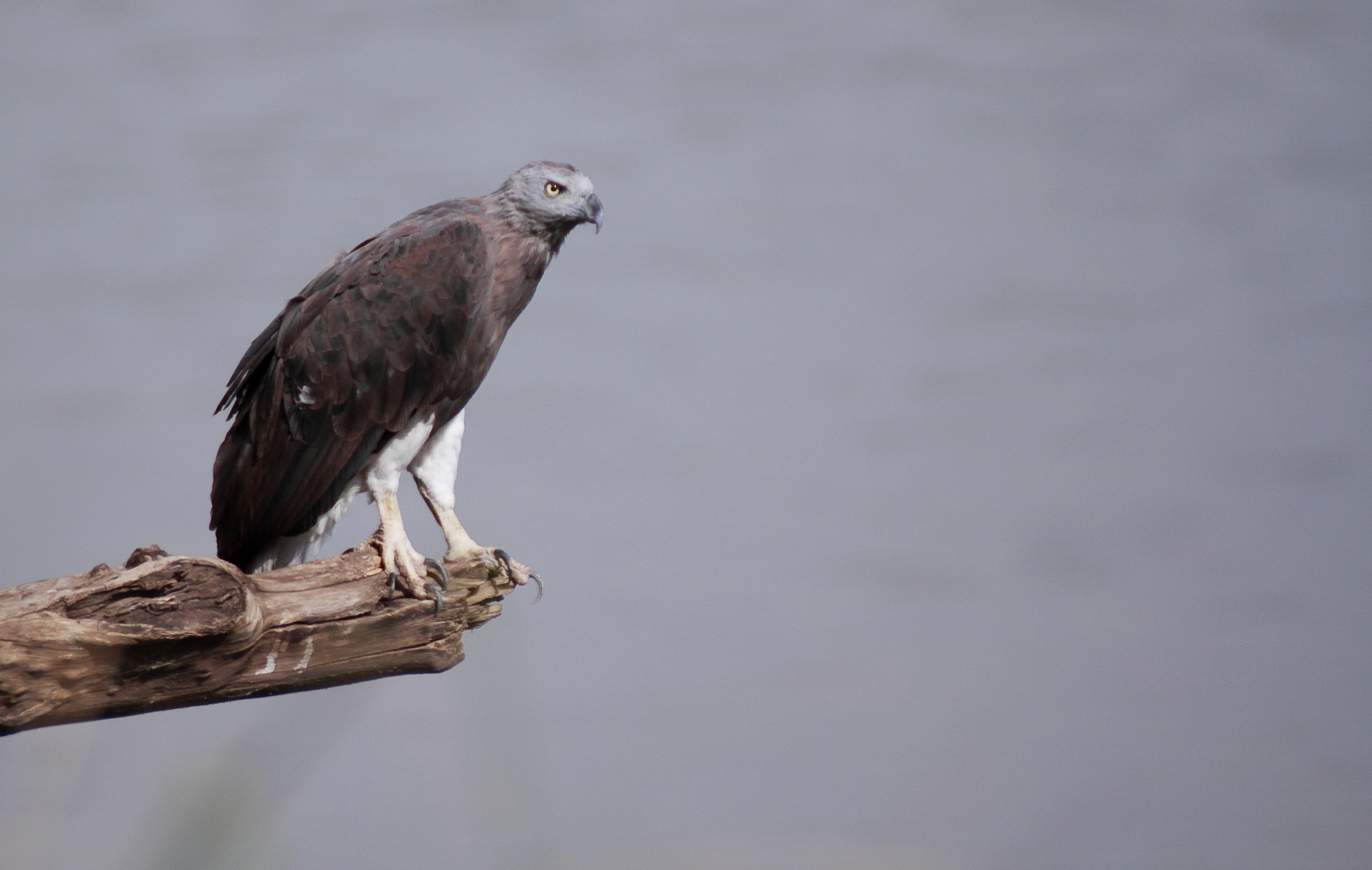
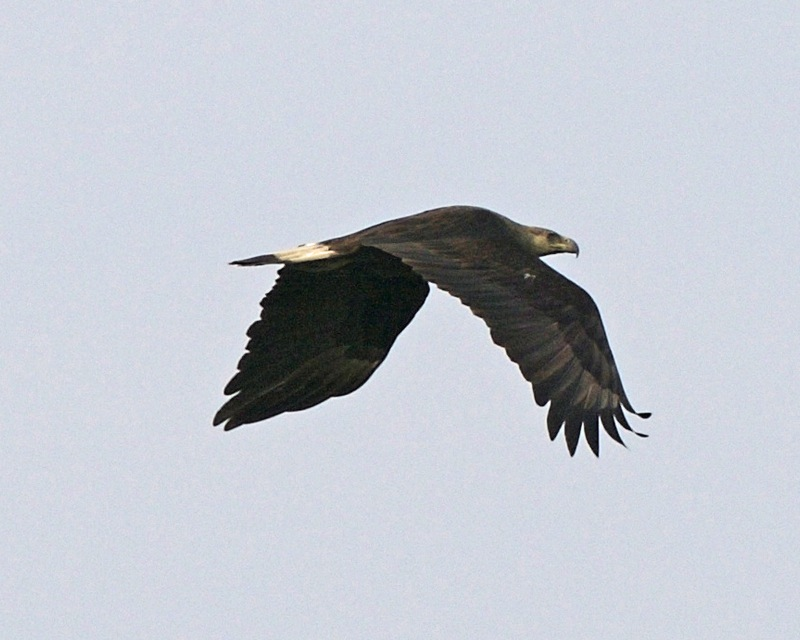
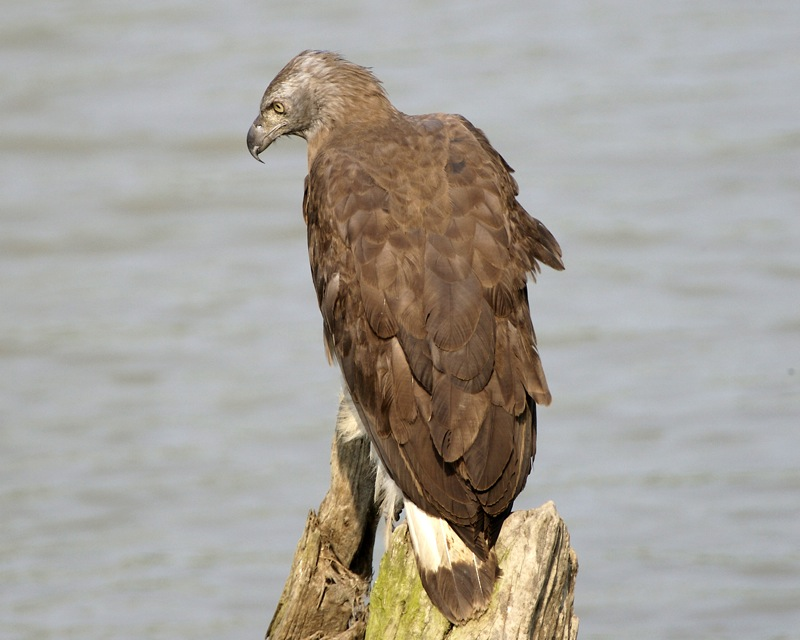